# Exame Nacional de Revalidação de Diplomas Médicos
Exame Nacional de Revalidação de Diplomas Médicos (Revalida) é um exame realizado anualmente para validar diplomas médicos expedidos por universidades de fora do Brasil.
É uma prova realizada anualmente pelo Instituto Nacional de Estudos e Pesquisas Educacionais (Inep) e aplicada em 54 universidades públicas.

## Exame
O exame é constituído por três provas:
- Prova objetiva: Contém 100 questões, cada questão valendo 1 ponto (nota máxima: 100 pontos).
- Prova discursiva: Contém cinco questões, cada questão valendo 10 pontos (nota máxima: 50 pontos).
- Prova prática: Contém 10 estações, cada estação valendo 10 pontos (nota máxima: 100 pontos), sendo realizados 5 estações em um sábado e demais 5 estações no domingo.

Para passar para a prática, o candidato precisar somar, no mínimo, 85 pontos na soma das notas da objetiva com a discursiva

## Estatísticas
Nas quatro primeiras edições realizadas do exame, a taxa de aprovação nunca passou dos 10%.